# 신주쿠 교엔

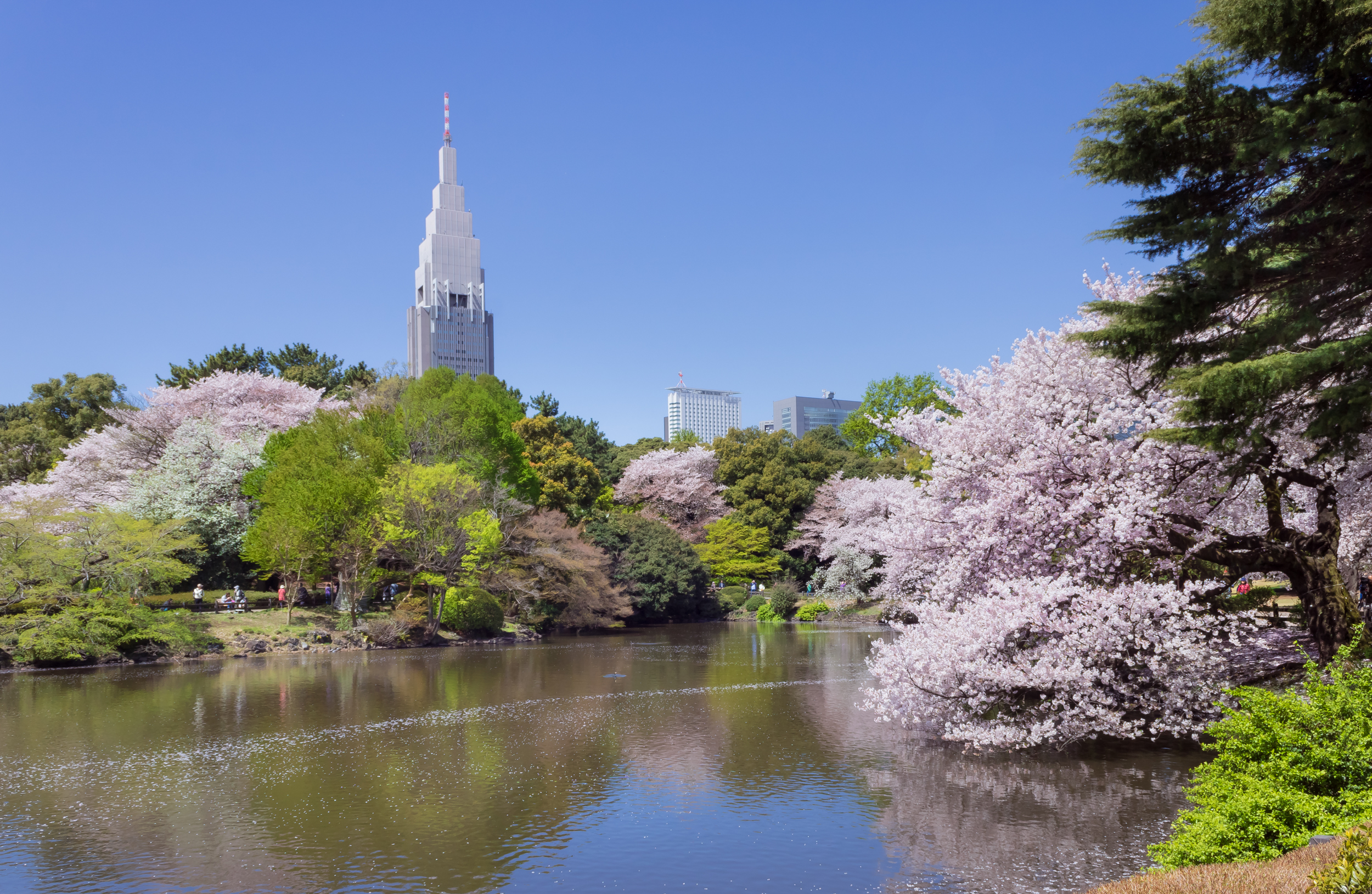
신주쿠교엔

신주쿠교엔(일본어: 新宿御苑)은 일본 도쿄도 신주쿠에 있는 공원이다. 넓이 58만 3,000m2, 주변 둘레 3.5km에 달하며, 이는 신주쿠 일대에서 가장 크다.
에도 시대에는 막부의 가신 나이토 가문의 소유지로 나이토신주쿠(內藤新宿)로 불리었다. 다시 메이지 시대에 황실 정원, 1945년 이후에는 시민의 공원으로 재편되었다.

## 같이 보기
- 신주쿠